# مری شلی (فیلم)
مری شلی (انگلیسی: Mary Shelley) فیلمی در ژانر رمانتیک، داستان تاریخی، درام، و زندگی‌نامه‌ای به کارگردانی حیفا المنصور است که در سال ۲۰۱۷ منتشر شد. فیلم به عشق اول مری شلی و رابطه عاشقانه اش با پرسی بیش شلی می پردازد که الهام بخش او برای نگارش فرانکنشتاین شد. 

## داستان
مری گادوین دختر نویسنده و فمنیست پیشگام مری والستون کرفت و شوهرش ویلیام گادوین، ناشر و فیلسوف سیاسی است. مری والستونکرفت کمی بعد از زایمان مرده و فیلم ۱۶ سال بعد را نشان می دهد که مری گادوین با پدرش، مادرخوانده اش (با هم رابطه خوبی ندارند) و خواهر خوانده و محرم اسرارش کلر کلرمونت زندگی می کند. 
مری به اسکاتلند می رود و عاشق شاعر رادیکال و غیرمتعارف پرسی بیش شلی می شود که متاهل است. این دو با کلر فرار می کنند. شلی پول کمی دارد ولی قرض می کند و همگی به شکلی بلومزبری ساکن می شوند. در یک مهمانی شام، شلی با کلر لاس می زند و یکی از دوستانش سعی می کند با مری رابطه جنسی برقرار کند. مری شاکی می شود ولی شلی می گوید به نظر او عشاق باید آزاد باشند. او می خواهد مری با مردهای دیگر هم باشد و همین موضوع را برای خود نیز طلب می کند. کمی بعد، مری و کلر و شلی به نمایش عمومی گالوانیسم می روند که در آن، یک قورباغه مرده با جریان برق تکان می خورد. در میان جمعیت، کلر لرد بایرون معروف و خوش تیپ را می بیند و عاشق می شود. 
یک شب طلبکاران شلی از راه می رسند و مری و کلر و شلی فرار می کنند. آن ها در مکان محقری ساکن می شوند و مری زایمان می کند ولی فرزندش چندان زنده نمی ماند. کلر می گوید از بایرون باردار است و همگی می توانند در ویلای او نزدیک جنیوا بمانند. 
هوا بد است و همگی چندین روز در خانه می مانند. یک شب، بایرون از آن ها می خواهد داستانی درباره یک روح بنویسند. خیالات مری تحریک می شود و به یاد گالوانیسم می افتد. پیامی به دست شلی می رسد که همسرش خودش را غرق کرده است. از طرفی هم بایرون با حقارت تمام با کلر برخورد می کند و می گوید هیچ علاقه ای به او ندارد و تنها از نظر مالی، بچه را تامین خواهد کرد. 
هر سه به کلبه محقرشان در انگلستان برمی گردند و مری شروع به نگارش رمان فرانکنشتاین می کند. همین استرس ها باعث دوری او از شلی می شود. هیچ ناشری با نام مری حاضر به چاپ کتاب نیست چون آن را درخور یک بانو نمی داند ولی با افزودن یک پیشگفتار از سوی شلی، نهایتا ناشری بی نام آن را می پذیرد. کتاب موفق می شود و در ابتدا همه چیز به نام شلی تمام می شود ولی او نهایتا نام نویسنده واقعی را فاش می کند و رابطه این زوج بهتر می شود. 

پدر مری چاپ دوم کتاب را با نام دخترش انجام می دهد تا درآمدی عاید مری شود. 
در صحنه آخر فیلم، مری با پیراهنی سیاه با پسری جوان قدم می زند. در انتها توضیح داده می شود که مری و شلی ازدواج کردند و تا زمان مرگ شلی در ۲۹سالگی با هم ماندند. مری هرگز دوباره ازدواج نکرد. 

## بازیگران
- ال فانینگ در نقش مری شلی
- میسی ویلیامز در نقش ایزابل بکستر
- بن هاردی در نقش جان ویلیام پولیدوری
- داگلاس بوث در نقش پرسی بیش شلی
- استیون دیلین در نقش ویلیام گادوین
- جوآن فروگات در نقش مری جین کلرمونت
- تام استاریج در نقش لرد بایرون
- هیو اوکنور در نقش ساموئل تیلور کلریج
- بل پاولی در نقش کلر کلرمونت
- درک ریدل در نقش ویلیام بکستر